# Le Chardonneret
Pour les articles homonymes, voir Chardonneret (homonymie).
Le Chardonneret (en néerlandais : Het puttertje) est un tableau peint par Carel Fabritius en 1654. Il mesure 33,5 cm de haut sur 22,8 cm de large. Il est conservé au Mauritshuis à La Haye aux Pays-Bas.

## Historique de l'œuvre
Le Chardonneret a été peint en 1654, quelques mois avant le décès de Fabritius dans l'explosion de la poudrière de Delft.  
On suppose que cette peinture était destinée à être utilisée en tant que plaque de maison pour une famille de La Haye dont le nom, De Putter, signifie Chardonneret en néerlandais. Placée devant un mur en plâtre, l'illusion aurait été remarquable. 
La peinture appartint au chevalier Joseph-Guillaume-Jean Camberlyn puis à ses héritiers à Bruxelles. En 1865, elle a été transmise à Étienne-Joseph-Théophile Thoré à Paris. Il la vendit le 5 décembre 1892, à l'Hôtel Drouot (lot 10). Le Chardonneret fut finalement racheté, lors de la vente de la Collection E. Martinet à Drouot (lot 16), le 27 février 1896, par Abraham Bredius, pour le compte du Mauritshuis, dont il était le curateur entre 1889 et 1909.
Elle a été restaurée au début des années 2000 par Jørgen Wadum, conservateur en chef au Mauritshuis entre 1991 et 2005.

## Description
Cette petite peinture à l'huile représente un chardonneret (Carduelis carduelis) posé sur le perchoir de sa mangeoire. L'oiseau est reconnaissable au plumage de ses ailes noires rayées d'une bande jaune. Une fine chaînette passée à la patte de l'oiseau le rattache à son perchoir et l'empêche de s'envoler. 
L'oiseau est peint en taille réelle selon la technique du trompe-l'œil, la partie inférieure du perchoir en demi-cercle accroît l'illusion de profondeur. Fabritius a peint ce petit chardonneret avec une peinture épaisse, à coups de pinceau nets, auxquels il ajoutait des rayures avec le manche de son pinceau.
« L'oiseau se détache sur un fond crémeux d'une luminosité intense, à la différence du procédé rembranesque, qui valorise la lumière par l'ombre et l'en fait surgir. »
La signature et la date apparaissent à la base du panneau : « C Fabritivs 1654 ».
Des marques de clous sur le support du panneau suggèrent qu'il a pu être cloué à une construction.

## Contexte
À l'époque, et comme dans la Rome antique, les chardonnerets étaient des animaux très prisés. On pouvait les dresser en leur enseignant à puiser de l'eau dans leur abreuvoir avec un minuscule seau de la taille d'un dé à coudre ou à ouvrir leur mangeoire pour se nourrir. Ils ont également inspiré d'autres peintres néerlandais contemporains de Fabritius comme Abraham Mignon (Nature morte aux fruits avec écureuil et chardonneret) ou Gerrit Dou. De même, le chardonneret se nourrit de chardons dont les épines symbolisent le martyre du Christ et le mystère de la Passion. À ce titre, le chardonneret est fréquemment représenté dans des œuvres ayant pour thème la Vierge à l'Enfant.
Fabritius a maintenu des liens étroits avec Samuel van Hoogstraten avec qui il avait été apprenti dans l'atelier de Rembrandt. L'année où Fabritius peignit Le Chardonneret, van Hoogstraten créa la première véritable peinture en trompe-l'œil connue et lancera ainsi une tradition qui perdurera tout au long du XIXe siècle.
On peut penser que cette œuvre, avec sa luminosité et sa simplicité poétique, a eu une influence importante sur le jeune Vermeer.

## Analyse
Carel Fabritius fut l'un des élèves les plus talentueux de Rembrandt. Suivant le précepte de son maître de « suivre la nature », il a tenté de créer une illusion aussi vivante que possible. Ce chardonneret, étonnamment réaliste, est un exemple d'une telle tentative de peinture illusionniste.
Le mur blanchi à la chaux, inondé de lumière, qui entoure l'oiseau est une rupture par rapport aux arrière-plans sombres que les peintres hollandais tels que Rembrandt et Hals utilisaient pour dramatiser le personnage au premier plan. Fabritius peint en s'inspirant de la manière dont la lumière définit les couleurs et les formes. Il essaye de s'approcher de la manière dont le champ de vision humain se forme, par d'infimes gradations de stimuli optiques. La lumière est soulignée sur la barre semi-circulaire du perchoir, sur les pattes de l'oiseau et les anneaux de la chaîne en métal grâce à de très fins traits de pigment blanc. Pour reproduire l'ombre dans l'aile de l'oiseau, l'artiste a fait glisser le bout rond de son pinceau à travers la peinture encore humide. Le mélange de couleurs utilisé pour l'ombre floue et voilée que projette l'oiseau sur le mur anticipe la perception de la lumière ainsi que certaines techniques des peintres français impressionnistes et post-impressionnistes du XIXe siècle.
L'angle de vue suggère qu'il a été peint pour être vu d'en bas, comme une cage à oiseau pendue en hauteur sur un mur.

## Postérité
- Le Chardonneret tient un rôle central dans le roman éponyme de Donna Tartt qui obtint avec cette œuvre le Prix Pulitzer en 2014[9].
- En 2019, John Crowley adapte le roman au cinéma : Le Chardonneret